# John Alcock (Biologe)
John Alcock (* 1942; † 15. Januar 2023) war ein US-amerikanischer Biologe. Er war Professor an der Arizona State University, zuletzt emeritiert, und ist Autor eines Standardwerks zur Verhaltensbiologie.

## Leben
Alcock studierte am Amherst College (B.S., 1965). 1969 erhielt er seinen Ph.D. von der Harvard University. Juniorprofessur war er 1969 bis 1972 an der University of Washington und 1972 bis 1974 an der Arizona State University, wo er in der Folge Professor war. Als Gastprofessor war er an der Monash University (1978/1979) und an der Cornell University (1984). Als Gastwissenschaftler war Alcock an der University of Western Australia und der University of New England.

## Arbeit
Alcocks Forschungsinteresse war die Evolution der Paarungssysteme von Insekten. Er studierte unter anderem  Bienen, Wespen, Schmetterlinge und Libellen in Arizona und Westaustralien.

## Schriften (Auswahl)
- Animal Behavior: An Evolutionary Approach. 9. Auflage. Palgrave Macmillan, 2009, ISBN 978-0-87893-225-2.
  - Das Verhalten der Tiere aus evolutionsbiologischer Sicht. G. Fischer, Stuttgart, Jena und New York 1996, ISBN 978-3-437-20531-6. Deutsche Übersetzung der 5. engl. Auflage (1993).
- The Triumph of Sociobiology. Oxford University Press, 2001, ISBN 978-0-19-516335-3.